# Farkas Bálint
Farkas Bálint (Jászárokszállás, 1945. május 1. –) Jászai Mari-díjas magyar színész.

## Életpálya
Az Állategészségügyi Főiskolán diplomázott, majd 1967-től 1969-ig a Fővárosi Operettszínház Stúdiójában tanult, 1970-től a színház tagja. Gyakran látni a televízióban is.

## Színpadi szerepek
- Szirmai Albert: Mágnás Miska – Baracs
- Kálmán Imre: A cirkuszhercegnő – Sergius Wladimir
- Hervé: Nebáncsvirág – Fernand, Floridor
- Franz von Suppé: Boccaccio – Pietro
- Huszka Jenő: Mária főhadnagy – Zwickli Tóbiás
- Jerry Bock–Sheldon Harnick: Hegedűs a háztetőn – Percsik
- Howard Lindsay–Russel Crouse–Richard Rodgers–Oscar Hammerstein: A muzsika hangja – Von Trapp
- Georges Courteline–Zsalnai Gábor: Francia négyes
- Csiky Gergely–Kardos G. György: A nagymama – Tódorka
- Lehár Ferenc: Luxemburg grófja – Brissard
- Kálmán Imre: Marica grófnő – Zsupán
- Jean Poiret–Jerry Herman: Őrült nők ketrece – Georges
- Eisemann Mihály–Szilágyi László: Zsákbamacska – Ervin
- Hunyady Sándor: A három sárkány – Id. Csaholyi
- Térj vissza hozzánk
- Ábrahám Pál: Bál a Savoyban – Celesztin
- Böhm György–Horváth Péter–Korcsmáros György: Valahol Európában – Szeplős
- Karinthy Ferenc–Aszlányi Károly: A hét pofon – Terbanks
- Csemer Géza–Szakcsi Lakatos Béla: Dobostorta – Somossy Károly
- Bob Fosse–John Kander–Fred Ebb: Chicago – Billy Flynn
- Mészöly Gábor–Zerkovitz Béla: Én Strassnoff Ignác, a szélhámoskirály
- Franz von Suppé: Boccaccio  – Pietro
- Kálmán Imre: Csárdáskirálynő – Bóni
- Urbán Gyula–Máté Péter: Kaméleon – Gábor, zeneszerző
- Bacsó Péter–G. Dénes György: Szerdán tavasz lesz – Szunyogh II. Géza
- Hegedüs Géza–Madarász Iván–Sztevanovity Dusán: Zsuzsanna és a vének – Joákim
- Viktor Rapopport–Jevgenyij Gerken: Violetta... Nyikita
- Eugene Labiche–Stella Adorján: Florentin kalap – Ferdinand
- Heltai Jenő: Interjú – újságíró
- Agnieszka Osiecka: Ő meg ő – férfi
- George Bernard Shaw–Alan Jay Lerner: My Fair Lady – Freddy
- Rejtő Jenő–Miklós Tibor: Az ellopott futár – Deboulier százados
- Alfred Grünwald–Julius Brammer–Kálmán Imre: Montmartre-i ibolya – Florimond
- Shakespeare–Mel Shapiro–John Guare: Veronai fiúk – Eglamour
- Csemer Géza–Szakcsi Lakatos Béla: Piros karaván – Káló, bandavezér
- Lehár Ferenc: A mosoly országa – Hadfaludy Feri
- Mikszáth Kálmán–Mészöly Dezső: A Noszty fiú esete Tóth Marival – Noszty Feri
- Shakespeare–Mészöly Dezső: Lóvá tett lovagok – Dumain
- Leo Fall: Pompadour – testőrtiszt
- Alexandre Breffort: Irma, te édes! – Nestor
- Leonard Bernstein: West Side Story – Tony

## Filmjei

### Játékfilmek
- Észak, észak (1999)

### Tévéfilmek
- Csak egy kutya (1972)
- Két fiú ült egy padon (1973)
- A mikádó (1974)
- Robog az úthenger 1-6. (1976)
- Ő meg ő (1979)
- A siketfajd fészke (1980)

## Díjai, elismerései
- Jászai Mari-díj (1982)
- A Magyar Köztársasági Érdemrend lovagkeresztje (2000)[2]
- Budapestért díj (2014)[3]

## Külső hivatkozások
- Farkas Bálint a PORT.hu-n (magyarul)
- Farkas Bálint az Internet Movie Database-ben (angolul)